# Partido de la Nueva Frontera
El Partido de la Nueva Frontera (新進党 Shinshintō?,  abreviado PNF) fue un partido político japonés que existió durante la década de 1990. Surgió como la unión de diversos partidos pequeños; tuvo una ideología diversa, que incluía a socialistas moderados, neoliberales y conservadores.

## Historia
Fue fundado a finales de 1994 por el antiguo primer ministro, Toshiki Kaifu, y por antiguos miembros de la coalición gobernante anti-PLD que había dirigido por Morihiro Hosokawa, entre 1993 y 1994. Esta coalición, liderada por el Nuevo Partido de Japón y el Partido de la Renovación de Japón, colapsó en abril de 1994, lo que dejó a muchos miembros de la coalición fuera del poder. Muchos de sus militantes eran antiguos miembros del Partido Liberal Democrático
En política interna, el Partido de la Nueva Frontera se mostró partidario de una línea dura en política exterior, en seguridad y en asuntos relacionados con la constitución (que habían sido el principal motivo de discusión entre la izquierda y la derecha), siendo partidario de una mayor desregulación, descentralización y de una reforma política. Es por ello trató de atraer a los votantes del PLD descontentos que buscaran políticas alternativas a los nuevos retos que estaban surgiendo, como el estallido de la burbuja económica y la transición demográfica. Sin embargo, el Partido Democrático (fundado en 1996 como una alternativa al PLD y al PNF controlado por Ichirō Ozawa) tomó una postura similar al PNF en materia económica y de política exterior, buscando así atraer a los antiguos votantes del Partido Socialista (PSJ) que ahora votaban al PNF.
En 1995, el influyente y antiguo líder de la coalición Tsutomu Hata fue expulsado por el líder del partido, Ozawa.
A pesar de los buenos resultados obtenidos por el partido en las  elecciones de 1996, Ozawa disolvió el PNF en diciembre de 1997, para entonces muy afectado por las disidencias y luchas internas. La disolución del partido llevó a su disgregación en un gran número de pequeños partidos: el Partido Liberal, el Club de la Reforma (Kaikaku Club), el Nuevo Partido de la Paz y el Nuevo Partido de la Fraternidad (Shintō Yūai). Eventualmente, estos partidos acabarían fusionándose para a su vez formar el Partido Democrático. Por su parte, un pequeño grupo de antiguos militantes del Kōmeitō acabaron fundando el Nuevo Kōmeitō.

## Presidente
| N.º | Imagen | Nombre                                | Período                 | Período                 |
| N.º | Imagen | Nombre                                | Comienzo                | Final                   |
| --- | ------ | ------------------------------------- | ----------------------- | ----------------------- |
| 1   |        | Toshiki Kaifu 海部 俊樹 Kaifu Toshiki | 8 de diciembre de 1994  | 28 de diciembre de 1995 |
| 2   |        | Ichirō Ozawa 小沢 一郎 Ozawa Ichirō   | 28 de diciembre de 1995 | 18 de diciembre de 1997 |

## Resultados electorales
Cámara de Representantes
| Elecciones | Líder        | Escaños | Votos por circunscripción | % de votos | Voto del bloque PR | % de votos |
| ---------- | ------------ | ------- | ------------------------- | ---------- | ------------------ | ---------- |
| 1996       | Ichirō Ozawa | 156/500 | 15.812.326 (#2)           | 27,97      | 15.580.053 (#2)    | 28,04      |